# Czarne chmury

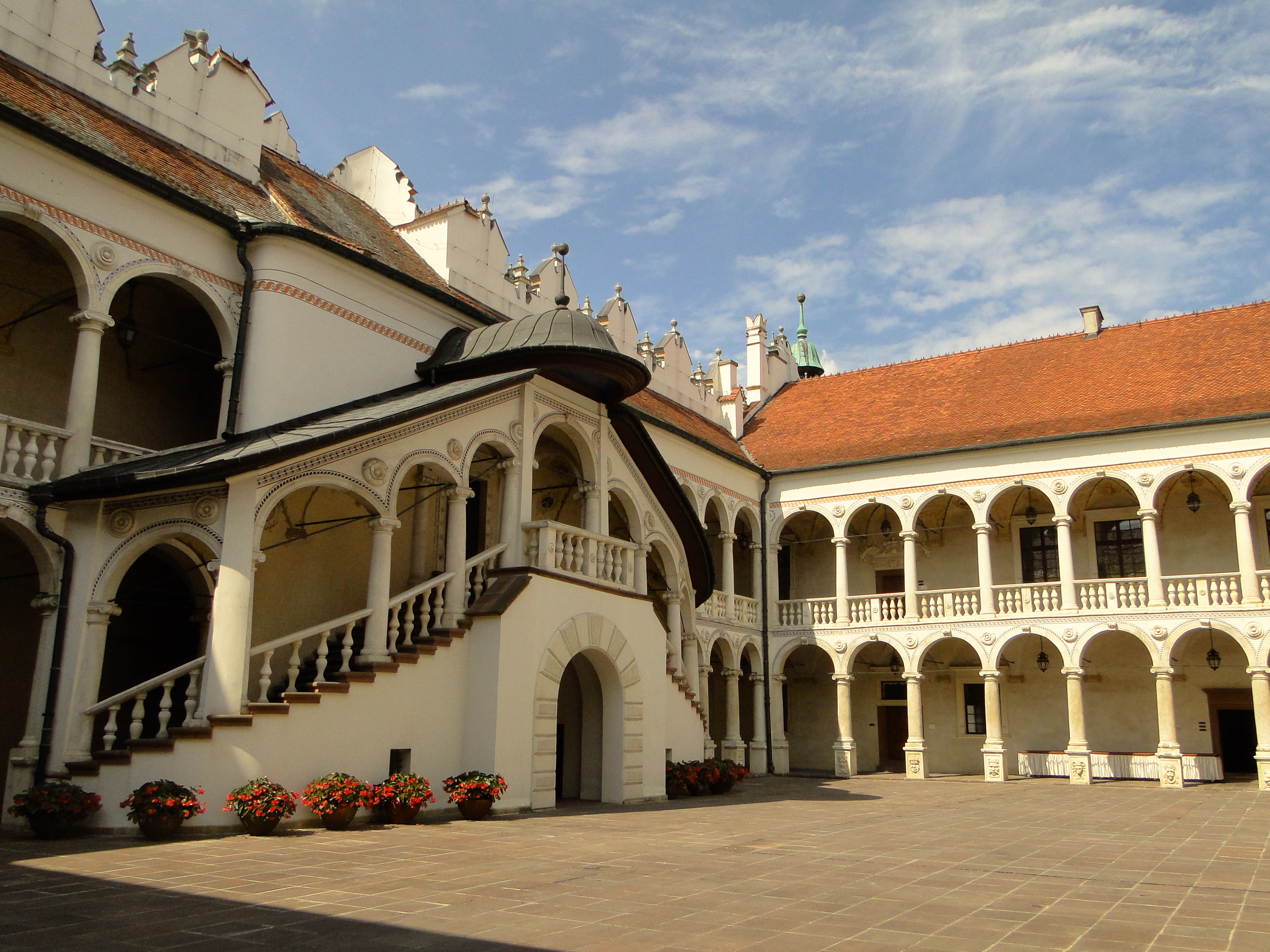
Zamek w Baranowie Sandomierskim, gdzie zrealizowano część zdjęć

Czarne chmury – polski przygodowy serial telewizyjny z 1973 r. konwencji kostiumowej „płaszcza i szpady” wyprodukowany przez Telewizję Polską.

## O serialu
Serial przygodowy z gatunku „płaszcza i szpady”, obfitujący w sceny walk, pościgów, ucieczek i pojedynków, zawierający również wątki miłosne. Akcja toczy się w drugiej połowie XVII wieku, a osią fabuły są dramatyczne epizody z walk o utrzymanie przy Rzeczypospolitej Prus Książęcych. Postać głównego bohatera, pułkownika Krzysztofa Dowgirda, nawiązuje do autentycznej postaci pułkownika Krystiana Ludwika Kalksteina, tragicznego bohatera tamtych czasów.
Serial składa się z dziesięciu prawie 1-godzinnych odcinków. Jego realizacja trwała przeszło rok – od marca 1972 r. do lata 1973 r. Poza łódzkim atelier, zdjęcia kręcono w zamku w Olsztynie, we wnętrzach zamku w Baranowie Sandomierskim, w Pałacu Biskupów Krakowskich w Kielcach i klasztorze pokamedulskim w Rytwianach pod Staszowem, w Łączynku, Krakowie, Lublinie (który występuje jako Warszawa), a plenery – m.in. pod Augustowem (okolice wsi Płaska w Puszczy Augustowskiej), w okolicach Aleksandrowa Łódzkiego oraz na zamku Tenczyn.
Serial mógł mieć cel propagandowy – odwrócenie uwagi społeczeństwa od tematu polskości Kresów Wschodnich i zastąpienie go dyskusją o polskości Ziem Odzyskanych. Mundury i zbroje postaci niemieckich występujących w serialu były celowo przyciemniane, by wywoływać skojarzenia z mundurami hitlerowskimi. Serial miał jak na owe czasy bardzo dużą oglądalność (ok. 76% w latach 1973–1974). 
Według jednej z hipotez twórcą scenariusza był pisarz Ludwik Kalkstein, w czasie wojny agent Gestapo w Armii Krajowej, który w latach 1953–1965 odsiadywał wyrok za współpracę z Gestapo. Uważał się on za potomka pułkownika Krystiana Ludwika Kalksteina (pierwowzór Dowgirda) i kultywowował o nim pamięć. Według tych źródeł Antoni Guziński i Ryszard Pietruski podpisali scenariusz swoimi nazwiskami, gdyż nazwisko Kalksteina ze względów politycznych nie mogło się znaleźć w napisach serialu. 

## Odcinki
1. Szafot
2. Krwawe swaty
3. Zawiść
4. Przeprawa
5. Czarna sakwa
6. Intryga
7. Pantomima
8. Wilcze doły
9. Zaręczyny
10. Pościg

## Obsada
- Leonard Pietraszak – pułkownik Krzysztof Dowgird
- Ryszard Pietruski – Kacper Pilch, wachmistrz Dowgirda
- Stanisław Niwiński – rotmistrz Zaremba
- Edmund Fetting – margrabia Karol von Ansbach
- Janusz Zakrzeński – namiestnik Erick von Hollstein
- Maciej Rayzacher – kapitan Knothe
- Anna Seniuk – Magda Domaradzka
- Elżbieta Starostecka – Anna Ostrowska
- Mariusz Dmochowski – hetman Jan Sobieski
- Jerzy Nowak – oberżysta Schulz, szpieg pruski
- Cezary Julski – szlachcic Błazowski (odcinek 6, 7, 8, 10)
- Józef Nalberczak – szlachcic Trzosowski (odcinek 6, 7, 8, 10)
- Mieczysław Stoor – wachmistrz Sitarz
- Jerzy Matałowski – starościc Andrzej Tarłowski
- Ryszard Żuromski – kapitan Byszewski ze straży marszałkowskiej
- Jerzy Przybylski – rezydent elektorski von Hoverbeck
- Emil Karewicz – hetman litewski Pac (odcinek 6, 7, 8, 10)

W pozostałych rolach
- Tadeusz Białoszczyński – chorąży Odrowąż
- Karol Strasburger – jego syn Paweł Odrowąż
- Olga Bielska – Agata Ostrowska, ciotka Anny
- Aleksander Sewruk – marszałek dworu królewskiego
- Marian Glinka – człowiek margrabiego von Ansbach
- Maciej Borniński – odźwierny w rezydencji Hoverbecka
- Joanna Kostusiewicz – aktorka z trupy teatralnej
- Józef Pieracki – przeor klasztoru
- Andrzej Głoskowski – mieszczanin Jan Stolpecki
- Zygmunt Kęstowicz – Niemirycz, mieszczanin z Lecka
- Bolesław Płotnicki – Korzycki, mieszczanin z Lecka
- Wacław Ulewicz – Porzemski, mieszczanin z Lecka
- Leon Pietraszkiewicz – Ostroróg
- Włodzimierz Press – mim Dionizy (odcinek 1, 4, 5, 7)
- Krystyna Janda – dziewczyna tańcząca na weselu
- Czesław Jaroszyński – kowal Fritz
- Andrzej Jurczak – Janek Korba
- Jerzy Turek – Błażej ze straży marszałkowskiej
- Bogusław Linda – halabardnik w Barbakanie
- Tadeusz Pluciński – Walery, herszt bandytów
- Eugeniusz Wałaszek – klucznik w więzieniu w Prusach
- Brunon Bukowski – Kleczkowski
- Marek Dąbrowski – Piotr
- Marian Wojtczak – Józef
- Piotr Fronczewski – narrator